# Губернатор штату Огайо
Губернатор штату Огайо — голова виконавчої влади в штаті Огайо. Губернатор зобов'язаний виконувати державні закони, повноваження та затверджувати, або накладати вето на законопроєкти, прийняті Генеральною Асамблеєю Огайо.
Губернатор штату Огайо відіграє ключову роль у визначенні законодавчої та політичної агенди штату. До основних обов'язків губернатора належать:
- Законодавча влада: Губернатор має право вето на законопроєкти, прийняті законодавчим органом штату, та може запропонувати законопроєкти для розгляду Генеральною Асамблеєю.
- Виконавча влада: Губернатор відповідає за виконання законів штату та керування державними агентствами.
- Бюджетна влада: Губернатор представляє законодавчому органу штату бюджетний запит і відіграє важливу роль у фінансовому плануванні штату.
- Призначення: Губернатор призначає керівників багатьох державних агентств та відомств, а також суддів до державних судів.

## Особливості посади
Губернатор Огайо обирається на чотирирічний термін і не може обіймати цю посаду більше, ніж два послідовних терміни. Посада губернатора вимагає не тільки управлінських навичок, але й політичної спритності для співпраці з Генеральною Асамблеєю, що може мати різний політичний склад.

## Список губернаторів штату з 1803 року
| Едвард Тіффін Edward Tiffin (1766—1829)                      | 3 березня 1803  | 4 березня 1807  |
| Томас Кіркер Thomas Kirker (1760—1837)                       | 4 березня 1807  | 12 грудня 1808  |
| Семюел Хантінгтон Samuel H. Huntington (1765—1817)           | 12 грудня 1808  | 8 грудня 1810   |
| Ретьорн Мейґс (молодший) Return J. Meigs, Jr. (1764—1825)    | 8 грудня 1810   | 24 березня 1814 |
| Отніел Лукер Othniel Looker (1757—1845)                      | 24 березня 1814 | 8 грудня 1814   |
| Томас Вортінгтон Thomas Worthington (1773—1827)              | 8 грудня 1814   | 14 грудня 1818  |
| Етан Аллен Браун Ethan Allen Brown (1776—1852)               | 14 грудня 1818  | 4 січня 1822    |
| Аллен Трімбл Allen Trimble (1783—1870)                       | 4 січня 1822    | 28 грудня 1822  |
| Джеремайя Морроу Jeremiah Morrow (1771—1852)                 | 28 грудня 1822  | 19 грудня 1826  |
| Аллен Трімбл Allen Trimble (1783—1870)                       | 19 грудня 1826  | 18 грудня 1830  |
| Дункан Мак-Артур Duncan McArthur (1772—1839)                 | 18 грудня 1830  | 7 грудня 1832   |
| Роберт Лукас Robert Lucas (1781—1853)                        | 7 грудня 1832   | 12 грудня 1836  |
| Джозеф Венс Joseph Vance (1786—1852)                         | 12 грудня 1836  | 13 грудня 1838  |
| Вілсон Шеннон Wilson Shannon (1802—1877)                     | 13 грудня 1838  | 16 грудня 1840  |
| Томас Корвін Thomas Corwin (1794—1865)                       | 16 грудня 1840  | 14 грудня 1842  |
| Вілсон Шеннон Wilson Shannon (1802—1877)                     | 14 грудня 1842  | 15 квітня 1844  |
| Томас Уеллс Бартлі Thomas Welles Bartley (1812—1885)         | 15 квітня 1844  | 3 грудня 1844   |
| Мордехай Бартлі Mordecai Bartley (1783—1870)                 | 3 грудня 1844   | 12 грудня 1846  |
| Вільям Беббіт William Bebb (1802—1873)                       | 12 грудня 1846  | 22 січня 1849   |
| Сібері Форд Seabury Ford (1801—1855)                         | 22 січня 1849   | 12 грудня 1850  |
| Рубен Вуд Reuben Wood (1792—1864)                            | 12 грудня 1850  | 13 липня 1853   |
| Вільям Меділл William Medill (1802—1865)                     | 13 липня 1853   | 14 січня 1856   |
| Салмон Портленд Чейз Salmon Portland Chase (1808—1873)       | 14 січня 1856   | 9 січня 1860    |
| Вільям Деннісон William Dennison (1815—1882)                 | 9 січня 1860    | 13 січня 1862   |
| Девід Тод David Tod (1805—1868)                              | 13 січня 1862   | 11 січня 1864   |
| Джон Бро John Brough (1811—1865)                             | 11 січня 1864   | 29 серпня 1865  |
| Чарльз Андерсон Charles Anderson (1814—1895)                 | 29 серпня 1865  | 8 січня 1866    |
| Джейкоб Долсон Кокс Jacob Dolson Cox (1828—1900)             | 8 січня 1866    | 13 січня 1868   |
| Резерфорд Берчард Гейз Rutherford Birchard Hayes (1822—1893) | 13 січня 1868   | 8 січня 1872    |
| Едвард Фоллансбі Нойз Edward Follansbee Noyes (1832—1890)    | 8 січня 1872    | 12 січня 1874   |
| Вільям Аллен (губернатор) William Allen (1803—1879)          | 12 січня 1874   | 10 січня 1876   |
| Резерфорд Берчард Хейз Rutherford Birchard Hayes (1822—1893) | 10 січня 1876   | 2 березня 1877  |
| Томас Лаурі Янг Thomas Lowry Young (1832—1888)               | 2 березня 1877  | 14 січня 1878   |
| Річард Мур Бішоп Richard Moore Bishop (1812—1893)            | 14 січня 1878   | 12 січня 1880   |
| Чарльз Вільям Фостер Charles William Foster (1828—1904)      | 12 січня 1880   | 14 січня 1884   |
| Джордж Ходлі George Hoadly (1826—1902)                       | 14 січня 1884   | 11 січня 1886   |
| Джозеф Бенсон Форакер Joseph Benson Foraker (1846—1917)      | 11 січня 1886   | 13 січня 1890   |
| Джеймс Едвін Кемпбелл James Edwin Campbell (1843—1924)       | 13 січня 1890   | 11 січня 1892   |
| Вільям Мак-Кінлі William McKinley (1843—1901)                | 11 січня 1892   | 13 січня 1896   |
| Ейза Сміт Бушнелл Asa Smith Bushnell (1834—1904)             | 13 січня 1896   | 8 січня 1900    |
| Джордж Кілбон Неш George Kilbon Nash (1842—1904)             | 8 січня 1900    | 11 січня 1904   |
| Майрон Тімоті Геррік Myron Timothy Herrick (1854—1929)       | 11 січня 1904   | 8 січня 1906    |
| Джон Паттісон John M. Pattison (1847—1906)                   | 8 січня 1906    | 18 червня 1906  |
| Ендрю Лінтнер Гарріс Andrew Lintner Harris (1835—1915)       | 18 червня 1906  | 11 січня 1909   |
| Джадсон Гармон Judson Harmon (1846—1927)                     | 11 січня 1909   | 13 січня 1913   |
| Джеймс Міддлтон Кокс James Middleton Cox (1870—1957)         | 13 січня 1913   | 11 січня 1915   |
| Френк Бартлетт Вілліс Frank Bartlett Willis (1871—1928)      | 11 січня 1915   | 8 січня 1917    |
| Джеймс Міддлтон Кокс James Middleton Cox (1870—1957)         | 8 січня 1917    | 10 січня 1921   |
| Гаррі Лаймен Девіс Harry Lyman Davis (1878—1950)             | 10 січня 1921   | 8 січня 1923    |
| Елвін Віктор Донагі Alvin Victor Donahey (1873—1946)         | 8 січня 1923    | 14 січня 1929   |
| Маєрс Янг Купер Myers Young Cooper (1873—1958)               | 14 січня 1929   | 12 січня 1931   |
| Джордж Вайт George White (1872—1953)                         | 12 січня 1931   | 14 січня 1935   |
| Мартін Лютер Дейві Martin Luther Davey (1884—1946) </ small> | 14 січня 1935   | 9 січня 1939    |
| Джон Вільям Брікер John William Bricker (1893—1986)          | 9 січня 1939    | 8 січня 1945    |
| Френк Джон Лоуше Frank John Lausche (1895—1990)              | 8 січня 1945    | 13 січня 1947   |
| Томас Джеймс Герберт Thomas James Herbert (1894—1974)        | 13 січня 1947   | 10 січня 1949   |
| Френк Джон Лоуше Frank John Lausche (1895—1990)              | 10 січня 1949   | 3 січня 1957    |
| Джон Вільям Браун John William Brown (1913—1993)             | 3 січня 1957    | 14 січня 1957   |
| Крейн Вільям О'Ніл C. William O'Neill (1916—1978)            | 14 січня 1957   | 12 січня 1959   |
| Майкл Вінсент Дісаль Michael Vincent DiSalle (1908—1981)     | 12 січня 1959   | 14 січня 1963   |
| Джеймс Аллен Роудс James Allen Rhodes (1909—2001)            | 14 січня 1963   | 11 січня 1971   |
| Джон Джойс Джілліган John Joyce Gilligan (1921—2013)         | 11 січня 1971   | 13 січня 1975   |
| Джеймс Аллен Роудс James Allen Rhodes (1909—2001)            | 13 січня 1975   | 10 січня 1983   |
| Дік Селест Dick Celeste (нар. 1937)                          | 10 січня 1983   | 14 січня 1991   |
| Джордж Войнович George Voinovich (1936—2016)                 | 14 січня 1991   | 31 грудня 1998  |
| Ненсі Голлістер Nancy Hollister (нар. 1949)                  | 31 грудня 1998  | 11 січня 1999   |
| Роберт Тафт Robert Alphonso Taft (нар. 1942)                 | 11 січня 1999   | 8 січня 2007    |
| Тед Стрікленд Ted Strickland (нар. 1941)                     | 8 січня 2007    | 10 січня 2011   |
| Джон Кейсік John Kasich (нар. 1952)                          | 10 січня 2011   | 14 січня 2019   |
| Майк Девайн Mike DeWine (нар. 1947)                          | 14 січня 2019   | На посаді       |